# Пауль Меліц
Пауль Меліц (нім. Paul Mehlitz, 24 грудня 1906 — 7 грудня 1982) — німецький хокеїст на траві.
Срібний призер Олімпійських Ігор 1936 року.